# Municipio de Fredenberg
El municipio de Fredenberg (en inglés: Fredenberg Township) es un municipio ubicado en el condado de St. Louis en el estado estadounidense de Minnesota. En el año 2010 tenía una población de 1337 habitantes y una densidad poblacional de 14,39 personas por km².

## Geografía
El municipio de Fredenberg se encuentra ubicado en las coordenadas 46°58′55″N 92°13′49″O / 46.98194, -92.23028. Según la Oficina del Censo de los Estados Unidos, el municipio tiene una superficie total de 92.93 km², de la cual 66,19 km² corresponden a tierra firme y (28,77 %) 26,74 km² es agua.

## Demografía
Según el censo de 2010, había 1337 personas residiendo en el municipio de Fredenberg. La densidad de población era de 14,39 hab./km². De los 1337 habitantes, el municipio de Fredenberg estaba compuesto por el 97,98 % blancos, el 0,3 % eran afroamericanos, el 0,07 % eran amerindios, el 0,3 % eran asiáticos, el 0,3 % eran de otras razas y el 1,05 % eran de una mezcla de razas. Del total de la población el 0,52 % eran hispanos o latinos de cualquier raza.